# Primera Autonómica Preferente de Castilla-La Mancha 2010-11
La Primera Autonómica Preferente de Castilla-La Mancha empezó el 29 de agosto de 2010 y terminó el 22 de mayo de 2011 con los play-off.

## Sistema de competición
La Primera Autonómica Preferente de Castilla-La Mancha 2010/11 está organizada por la Federación de Fútbol de Castilla-La Mancha (FFCM).
Como en temporadas precedentes, la Preferente 2010/11 consta de dos grupos integrados por 18 clubes de toda Castilla-La Mancha. Siguiendo un sistema de liga, los 18 equipos se enfrentan todos contra todos en dos ocasiones -una en campo propio y otra en campo contrario- sumando un total de 34 jornadas. El orden de los encuentros se decidió por sorteo antes de empezar la competición.
La clasificación final se establecerá con arreglo a los puntos obtenidos en cada enfrentamiento, a razón de tres por partido ganado, uno por empatado y ninguno en caso de derrota. Si al finalizar el campeonato dos equipos igualasen a puntos, los mecanismos para desempatar la clasificación será los siguientes:
1. El que tenga una mayor diferencia entre goles a favor y en contra en los enfrentamientos entre ambos.
2. Si persiste el empate, se tendrá en cuenta la diferencia de goles a favor y en contra en todos los encuentros del campeonato.

Si el empate a puntos es entre tres o más clubes, los sucesivos mecanismos de desempate serán los siguientes: 
1. La mejor puntuación de la que a cada uno corresponda a tenor de los resultados de los partidos jugados entre sí por los clubes implicados.
2. La mayor diferencia de goles a favor y en contra, considerando únicamente los partidos jugados entre sí por los clubes implicados.
3. La mayor diferencia de goles a favor y en contra teniendo en cuenta todos los encuentros del campeonato.
4. El mayor número de goles a favor teniendo en cuenta todos los encuentros del campeonato.

### Efectos de la clasificación
El primero de cada grupo será directamente ascendido a Tercera División para la próxima temporada. Los dos segundos jugarán un "play-off" por el ascenso, por lo que al final ascenderán tres equipos. Las plazas de estos equipos serán cubiertas la próxima temporada por los tres últimos clasificados, esta temporada, en Tercera.
Por su parte, los cuatro últimos clasificados de cada grupo (puestos del 15º al 18º) serán descendidos a la Primera División Autonómica de Castilla-La Mancha.
Puede dar el caso, que asciendan más equipos a Segunda División B lo que provocaría que ascendieran más equipos de esta categoría para completar los 20 equipos de Tercera División

## Equipos participantes
Tomaron parte en la liga 36 equipos divididos en dos grupo.

### Grupo 1 (Albacete, Cuenca y Ciudad Real)
| Equipo                             | Ciudad                             | Estadio                   |
| ---------------------------------- | ---------------------------------- | ------------------------- |
| E.F.U.D. Albacer - Moreno y Roldán | Albacete                           | José Copete               |
| CD Aldea del Rey                   | Aldea del Rey (Ciudad Real)        | Julián de Urribarri       |
| Almagro CF                         | Almagro (Ciudad Real)              | Manuel Trujillo           |
| Atlético Ibañés                    | Casas-Ibáñez (Albacete)            | Municipal                 |
| Atlético Teresiano                 | Malagón (Ciudad Real)              | Félix Barrero             |
| CD Bolañego                        | Bolaños de Calatrava (Ciudad Real) | Municipal                 |
| UD Casasimarro                     | Casasimarro (Cuenca)               | El Convento               |
| Daimiel CF                         | Daimiel (Ciudad Real)              | Nuestra Señora del Carmen |
| Deportivo Barrax CF                | Barrax (Albacete)                  | Municipal                 |
| CF La Solana                       | La Solana (Ciudad Real)            | La Moheda                 |
| CD Manchego Provencio              | El Provencio (Ciudad Real)         | Municipal                 |
| CD Miguelturreño                   | Miguelturra (Ciudad Real)          | Municipal                 |
| Munera CF                          | Munera (Albacete)                  | Municipal                 |
| CD Puertollano "B"                 | Puertollano (Ciudad Real)          | Estadio F. Sánchez Menor  |
| AD San José Obrero                 | Cuenca                             | Obispo Laplana            |
| Sporting Torrenueva                | Torrenueva (Ciudad Real)           | Municipal                 |
| UD Villamalea                      | Villamalea (Albacete)              | La Pedriza                |
| CDEEF Zona5                        | Albacete                           | José Copete               |

### Grupo 2 (Guadalajara y Toledo)
| Equipo                | Ciudad                            | Estadio               |
| --------------------- | --------------------------------- | --------------------- |
| Atlético Consuegra    | Consuegra (Toledo)                | El Amarguillo         |
| CD Azuqueca B         | Azuqueca de Henares (Guadalajara) | San Miguel            |
| CD El Casar           | El Casar (Guadalajara)            | El Casar              |
| CF Gimnástico Alcázar | Alcázar de San Juan (Ciudad Real) | Municipal             |
| CD Guadalajara B      | Guadalajara                       | Jerónimo de la Morena |
| ACDM Horche           | Horche (Guadalajara)              | Polideportivo         |
| CD Illescas B         | Illescas (Toledo)                 | Municipal             |
| CD Los Yébenes        | Los Yébenes (Toledo)              | Las Palomas           |
| CD Madridejos         | Madridejos (Toledo)               | Nuevo Municipal       |
| Mora CF               | Mora (Toledo)                     | Las Delicias          |
| CD Noblejas           | Noblejas (Toledo)                 | Ángel Luango          |
| CD Sagreño            | Yuncler(Toledo)                   | Manuel Ferrer         |
| CD San Prudencio      | Talavera de la Reina (Toledo)     | Estadio El Prado      |
| CD Sonseca            | Sonseca (Toledo)                  | Estadio Martín Juanes |
| UD Talavera           | Talavera de la Reina (Toledo)     | Estadio El Prado      |
| CF Talavera la Nueva  | Talavera de la Reina (Toledo)     | Municipal             |
| AD Torpedo 66         | Cebolla (Toledo)                  | Municipal             |
| CD Yuncos             | Yuncos (Toledo)                   | Municipal             |

## Clasificación

### Grupo 1
| Pos. | Equipo                 | PJ | Pts | PG | PE | PP | GF | GC  |
| ---- | ---------------------- | -- | --- | -- | -- | -- | -- | --- |
| 1.   | At.Ibañés              | 34 | 76  | 24 | 4  | 6  | 75 | 36  |
| 2.   | Puertollano B          | 34 | 75  | 24 | 3  | 7  | 90 | 38  |
| 3.   | At.Teresiano           | 34 | 72  | 21 | 9  | 4  | 76 | 28  |
| 4.   | CF La Solana           | 34 | 61  | 19 | 4  | 11 | 71 | 41  |
| 5.   | San José Obrero        | 34 | 60  | 17 | 9  | 8  | 71 | 43  |
| 6.   | Daimiel CF             | 34 | 59  | 16 | 11 | 7  | 57 | 24  |
| 7.   | Munera CF              | 34 | 54  | 16 | 6  | 12 | 55 | 49  |
| 8.   | Almagro CF             | 34 | 53  | 14 | 11 | 9  | 54 | 34  |
| 9.   | Zona 5                 | 34 | 46  | 13 | 7  | 14 | 54 | 54  |
| 10.  | UD Villamalea          | 34 | 46  | 13 | 7  | 14 | 45 | 43  |
| 11.  | UD Albacer             | 34 | 45  | 11 | 12 | 11 | 49 | 42  |
| 12.  | Deportivo Barrax       | 34 | 43  | 12 | 7  | 15 | 53 | 75  |
| 13.  | CD Miguelturreño       | 34 | 41  | 11 | 8  | 15 | 39 | 49  |
| 14.  | CD Aldea del Rey       | 34 | 38  | 9  | 11 | 14 | 50 | 55  |
| 15.  | Sporting Torrenueva    | 34 | 27  | 7  | 6  | 21 | 37 | 82  |
| 16.  | UD Casasimarro         | 34 | 26  | 6  | 8  | 20 | 41 | 89  |
| 17.  | CD Bolañego            | 34 | 14  | 3  | 5  | 26 | 22 | 82  |
| 18.  | CDB Manchego Provencio | 34 | 10  | 1  | 10 | 23 | 30 | 105 |

Pts = Puntos; PJ = Partidos Jugados; G = Partidos Ganados; E = Partidos Empatados; P = Partidos Perdidos; GF = Goles Anotados; GC = Goles Recibidos
|  | Equipo ascendido a Tercera División                  |
|  | Clasificado para playoff de ascenso a Tercera Divión |
|  | Desciende a Primera Autonómica                       |

### Grupo 2
| Pos. | Equipo               | PJ | Pts | PG | PE | PP | GF | GC |
| ---- | -------------------- | -- | --- | -- | -- | -- | -- | -- |
| 1.   | UD Talavera          | 34 | 80  | 24 | 8  | 2  | 76 | 16 |
| 2.   | CD Madridejos        | 34 | 79  | 25 | 4  | 5  | 75 | 35 |
| 3.   | G.Alcázar            | 34 | 76  | 23 | 7  | 4  | 58 | 22 |
| 4.   | Mora CF              | 34 | 68  | 21 | 5  | 8  | 66 | 37 |
| 5.   | CD Yuncos            | 34 | 63  | 19 | 6  | 9  | 65 | 40 |
| 6.   | CD San Prudencio     | 34 | 59  | 16 | 11 | 7  | 53 | 37 |
| 7.   | CD Noblejas          | 34 | 52  | 15 | 7  | 12 | 57 | 47 |
| 8.   | At. Consuegra        | 34 | 48  | 13 | 9  | 12 | 38 | 34 |
| 9.   | Torpedo 66           | 34 | 47  | 14 | 5  | 15 | 36 | 41 |
| 10.  | Horche               | 34 | 42  | 11 | 9  | 14 | 46 | 42 |
| 11.  | CD Sagreño           | 34 | 40  | 12 | 4  | 18 | 38 | 54 |
| 12.  | CD Azuqueca B        | 34 | 35  | 9  | 8  | 17 | 36 | 67 |
| 13.  | CD Illescas B        | 34 | 34  | 7  | 13 | 14 | 29 | 45 |
| 14.  | CD Guadalajara B     | 34 | 31  | 8  | 7  | 19 | 32 | 44 |
| 15.  | CD Sonseca           | 34 | 29  | 7  | 8  | 19 | 33 | 61 |
| 16.  | CD El Casar          | 34 | 27  | 7  | 6  | 21 | 37 | 65 |
| 17.  | CD Los Yebenes       | 34 | 26  | 7  | 5  | 22 | 28 | 68 |
| 18.  | CF Talavera La Nueva | 34 | 18  | 4  | 6  | 24 | 31 | 79 |

Pts = Puntos; PJ = Partidos Jugados; G = Partidos Ganados; E = Partidos Empatados; P = Partidos Perdidos; GF = Goles Anotados; GC = Goles Recibidos
|  | Equipo ascendido a Tercera División                  |
|  | Clasificado para playoff de ascenso a Tercera Divión |
|  | Desciende a Primera Autonómica                       |

## Play-Off ascenso a Tercera División
| Ida; 15 de mayo de 2011, 18:00 (CET) | CD Madridejos                                 | 2:0 (0:0) | CD Puertollano B | Campo Nuevo Madridejos, Madridejos                                |                                                                   |
|                                      | Godwin Mensha 85' · Víctor Manuel Barbado 89' | Reporte   |                  | Asistencia: 1 000 espectadores Árbitro(s): Borja Longueira Sielva | Asistencia: 1 000 espectadores Árbitro(s): Borja Longueira Sielva |

| Vuelta; 22 de mayo de 2011, 19:00 (CET) | CD Puertollano B | 0:3 (0:2) | CD Madridejos                                               | Sánchez Menor, Puertollano    |                               |
|                                         |                  | Reporte   | Héctor Lázaro 43' · Godwin Mensha 45' · Diego Rodríguez 85' | Árbitro(s): Samuel Pérez León | Árbitro(s): Samuel Pérez León |

| Asciende a Tercera División CD Madridejos |

Tanto el CD Madridejos como el Puertollano B ascendieron a Tercera para completar el grupo de Castilla-La Mancha